# Evangelisch-lutherische Kirche Hinternah

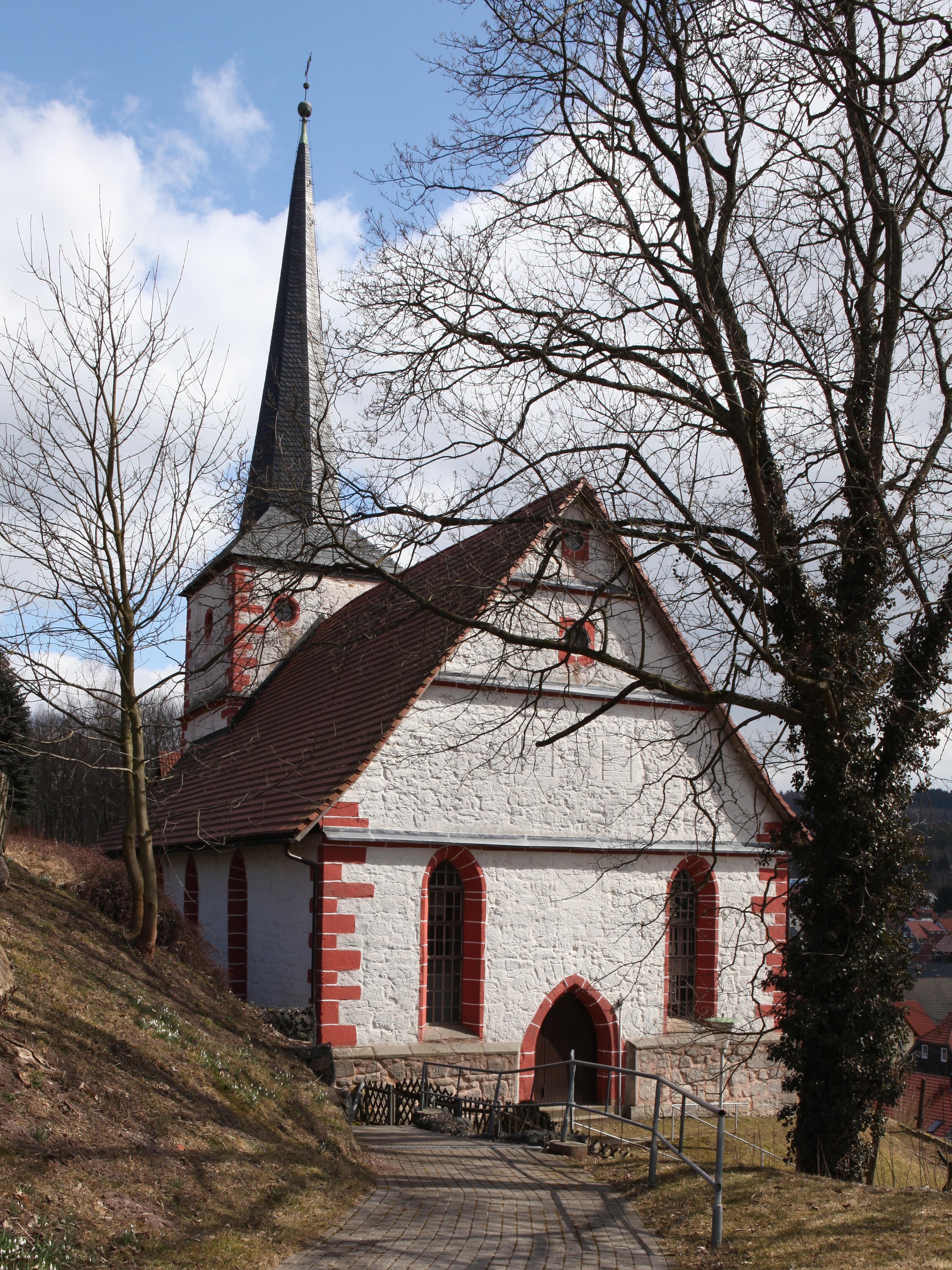
Kirche in Hinternah

Die evangelisch-lutherische Kirche Hinternah in Hinternah, einem Ortsteil der Stadt Schleusingen im Landkreis Hildburghausen (Thüringen), wurde 1614 errichtet.

## Geschichte
Hinternah war ursprünglich nach Schleusingen eingepfarrt. Im Mittelalter stand in der Nähe, auf dem so genannten „Einfirst“, eine kleine Kapelle. Nachdem die Bewohner Hinternahs und Schleusingerneundorf Anfang des 17. Jahrhunderts die Erlaubnis für eine eigene Kirche erhielten, entstand das Gotteshaus mit beträchtlichen Eigenleistungen oberhalb von Hinternah auf einer Anhöhe. Es wurde am 28. Dezember 1614 geweiht.

## Beschreibung
Die spätgotisch gestaltete, denkmalgeschützte Chorturmkirche wurde mit Steinquadern errichtet, die verputzt und weiß gestrichen sind. Die Gebäudeecken, spitzbogigen Fenster und Portale auf der Süd- und Westseite sind mit roten Steinen eingefasst. An der Ostseite steht der Kirchturm mit einem verschieferten Spitzhelm, aus zwei aufeinander gesetzten Pyramiden bestehend. Er hat einen vergoldeten Knopf sowie Turmzier und beherbergt drei 1989 gegossene Bronzeglocken. Das mit roten Ziegeln gedeckte Kirchenschiff wird im Innern von einer Decke mit blau bemalten Feldern überspannt und ist durch einen Triumphbogen vom Chor mit dem Altarraum unter dem Kirchturm getrennt. Neben dem Triumphbogen steht die Kanzel. Der Rest der bemalten Emporenanlage befindet sich seit 1962 auf der Westseite. Er trägt eine vom Schleusinger Orgelbaumeister Gustav Kühn im Jahr 1965 erbaute Orgel. Die vorherige Orgel befand sich auf einer Empore im Chor, der von einem bemalten Kreuzrippengewölbe mit einem Schlussstein in Form einer Rosette überspannt wird. Darunter steht vor einem Fenster in der Ostwand, hinter dem Altar, eine lebensgroße Darstellung des Gekreuzigten in der Mitte sowie Maria und Johannes zu beiden Seiten. Es ist eine Arbeit aus einer unbekannten fränkischen Schnitzerschule, wohl Ende des 15. Jahrhunderts gefertigt, die sich früher in der Kapelle auf dem Einfrist befand.